# داميان شميت
داميان شميت (بالإسبانية: Damian Schmidt) هو لاعب كرة قدم أرجنتيني في مركز الدفاع، ولد في 7 ديسمبر 1992 في مدينة سانتا روزا، لا بامبا في الأرجنتين. لعب مع نادي بويبلا.

## وصلات خارجية
- داميان شميت على موقع قاعدة بيانات كرة القدم.إي يو (الإنجليزية)
- داميان شميت على موقع Soccerway.com (الإنجليزية)
- داميان شميت على موقع AS.com (الإسبانية)